# Věra Jirousová
Věra Jirousová, roz. Vařilová (25. února 1944 Praha – 27. února 2011 Praha), byla česká historička umění a básnířka.

## Život
Věra Jirousová pocházela z pražské Libně, z rodiny dělníka ČKD, člena a funkcionáře KSČ, matka byla sudetská Němka.
Po absolvování elektrotechnické průmyslovky navázala vztah s Alexejem Kusákem. V letech 1963–1970 vystudovala dějiny umění na Filozofické fakultě Univerzity Karlovy. Již během studií publikovala své články v časopisech jako Výtvarná práce a seznámila se s Jiřím Padrtou. Dále navázala vztah se spolužákem Ivanem Martinem Jirousem, za něhož se již během studia ve 22 letech provdala. 
Ve své diplomové práci z roku 1968 znovuobjevila Bohuslava Reynka, s nímž měla příležitost se osobně setkávat a opakovaně konverzovat. Reynek jí doporučil kontaktovat filozofa a psychologa Jiřího Němce. Jirousovi bydleli v Praze na Novém Městě v Ječné ulici, kde bylo sídlo undergroundu. V roce 1972 se jí narodil syn Tobiáš, jehož otcem byl Jiří Němec. S Ivanem Jirousem se Věra rozvedla až po smrti Jirousovy matky. 
Byla zaměstnána v bibliografickém oddělení Ústavu teorie a dějin umění ČSAV (1971–1974) a zároveň působila ve sféře neoficiálního umění – od roku 1965 jako tajemnice neformálního okruhu Křižovnické školy. V roce 1976 se Věře narodil syn Daniel, kterého Věra dala k adopci rodině Miloše Rejchrta. 
Po podpisu Charty 77 byla nucena pracovat mimo obor, od roku 1976 pracovala jako uklízečka. Rozešla se s Němcem. Jako třetí dítě se jí a Janu Dvořáčkovi narodila dcera Sára. Kvůli sledování Státní bezpečností opustili Prahu a v letech 1984–1989 žili v Kostelním Vydří, kde se Věra věnovala výchově dětí a práci v zemědělství. Básně uveřejňovala v samizdatových sbornících (edice Petlice, Expedice), spolupracovala s časopisem Vokno a byla autorkou několika textů pro skupinu The Plastic People of the Universe.
V devadesátých letech působila v redakcích časopisů Ateliér (1990–1991), Výtvarné umění (1992–1993), v deníku Lidové noviny (1995–1998) a naposledy jako vedoucí výtvarné rubriky Deníku Referendum. Publikovala také v dalších kulturních periodikách (Divadelní noviny, Host, Architekt, Labyrint Revue aj.), časopisech (Respekt), v denním tisku (MF Dnes) i v internetových magazínech (Neviditelný pes). V letech 1999–2000 byla zaměstnána v Národní galerii v Praze, v letech 2001–2003 pak působila jako odborná pracovnice Památníku národního písemnictví. Od roku 2003 byla ve svobodném povolání.
V roce 1996 vydala starší soubor básní Co je tu, co tu není (Torst), v roce 1998 vyšla sbírka Krajina před bouří (Nakladatelství Lidové noviny) a v roce 2003 sbírku devíti básní Podle řeky (Spolek českých bibliofilů). Pracovala na monografii Bohuslava Reynka.

### Rodina
Prvním manželem Věry Jirousové byl Ivan Martin Jirous, s filosofem Jiřím Němcem měla syna Tobiáše Jirouse (1972), básníka a spisovatele, a Daniela (1975, adoptovaného Milošem a Jitkou Rejchrtovými). V roce 1983 se jí s Janem Dvořáčkem narodila dcera Sára.

### Ocenění
V roce 2013 jí byla udělena Cena Václava Bendy (in memoriam). Jejím jménem se od roku 2013 zaštiťuje Cena Věry Jirousové pro začínající a etablované kritiky a kritičky umění.

## Dílo

### Poezie a próza
- Věra Jirousová: Co je tu, co tu není (poezie). Torst, Praha 1995, ISBN 80-85639-64-5
- Věra Jirousová: Krajina před bouří (próza). Mormolice, řada české a světové prózy, Nakladatelství Lidové noviny, Praha 1998, ISBN 80-7106-181-6
- Věra Jirousová: Podle řeky (poezie). Spolek českých bibliofilů, Praha 2003